# Head (entreprise)
Pour les articles homonymes, voir Head.
 (janvier 2014).
Si vous disposez d'ouvrages ou d'articles de référence ou si vous connaissez des sites web de qualité traitant du thème abordé ici, merci de compléter l'article en donnant les références utiles à sa vérifiabilité et en les liant à la section « Notes et références ».
Head est une entreprise autrichienne essentiellement spécialisée dans le ski et le tennis en produisant à la fois des vêtements et des raquettes, équipant ou ayant équipé de très grands joueurs tels qu'Andre Agassi, Alexander Zverev, Novak Djokovic ou encore Andy Murray.

## Histoire
L'entreprise a été créée à Baltimore dans le Maryland en 1950 par un ingénieur aéronautique Howard Head, après un séjour au sport d'hiver durant lequel il est surpris de ses skis en bois au temps où le métal et le plastique étaient les matériaux de base de construction de la plupart des produits. Howard Head travaillait pour la Glenn L. Martin Company qui utilisait de l'aluminium et du plastique traité par laminage pour construire le fuselage des avions, et pressentait que ces matériaux pourraient être à l'origine d'un ski idéal. Après deux ans de difficultés à concevoir un ski résistant et qui ne cassait pas lors de son utilisation, l'hiver 1950 marque le début d'un ski qui non seulement ne cède plus sous les contraintes mais qui permet aussi de faciliter incroyablement le virage.
La révolution lancée par Head permet à l'entreprise d'obtenir jusqu'à 50 % des parts du marché américain pendant les années 1960, faisant de l'entreprise le leader de la fabrication de ski aux États-Unis et en Grande-Bretagne. En 1967, Howard Head nomme Harold Seigle à la présidence de l'entreprise et devient le président du conseil d'administration. Lassé par les résultats, Howard Head vend l'entreprise à AMF (American Machine and Foundry) en 1969 et se lance dans le tennis en devenant actionnaire majoritaire chez Prince.
À la fin des années 1960, à la suite de la découverte d'une méthode pour renforcer la résistance des raquettes avec l'utilisation d'un cadre en aluminium, une division tennis est créée. L'idée devint un succès et fut utilisée pour la première fois durant l'US Open de 1969. Après le départ de Howard Head, Minstar Inc. rachète AMF en 1985 à la suite d'une OPA hostile et devient donc propriétaire de Head,. Deux ans plus tard, Head se lance dans la fabrication de chaussures de sports et ouvre l'année suivante une nouvelle usine en Autriche pour produire davantage de raquettes. En 1997 Head crée les premières raquettes en titane et en graphite. Head rachète trois autres entreprises, Dacor une entreprise de matériel de plongée, Blax spécialisée dans le snowboard et Penn. Les balles de tennis Penn étaient notamment utilisées lors de tournois du circuit professionnel, balles produites à Phoenix dans l'Arizona mais en mai 2009, Head ferme l'usine de fabrication, pour délocaliser la totalité de la production en Chine.

## Ski
Head fabrique aussi de l'équipement pour sports d'hiver (skis, snowboards, chaussures) pour le loisir comme pour la compétition. La marque est représentée par des athlètes au palmarès mondial comme Alexis Pinturault, Ted Ligety, Bode Miller et Aksel Lund Svindal chez les hommes ou Lindsey Vonn chez les dames.
Comme la plupart des fabricants de ski, Head propose un choix élargi de catégories, des skis Race, aux skis Freestyle en passant par les skis All Moutain ou bien Speed. Ces catégories s'adaptent au type de pratique envisagé, que ce soit pour de la compétition sur neige dure, du ski de loisir sur piste, du hors-piste en poudreuse ou des skis polyvalents pour toute pratique. Head s'est aussi démarqué par la production d'un ski intelligent capable de s'adapter à la neige au-travers de puces électroniques, notamment avec les technologies Intelligence et KERS (analogue à la F1) sur la récupération d'énergie mécanique du ski.
Les chaussures de ski Head se déclinent en plusieurs catégories qui sont la gamme Raptor, chaussures très rigides utilisées par professionnels avec un indice de flex pouvant atteindre 160, la gamme Vector, pour la compétition moins rigide avec un flex maximal de 120, et une gamme confort Edge avec des chaussures beaucoup plus souples mais par conséquent moins précises qu'on retrouve en location avec un flex qui est généralement compris entre 70 et 90.

## Squash
Head fabrique des raquettes de squash utilisées par plusieurs joueurs comme Laura Massaro, championne du monde 2013 avec une raquette Head Rebel, Joelle King, Yathreb Adel, Saurav Ghosal, etc.

## Tennis
Parmi les modèles « Tour » de raquettes de tennis Head, on retrouve depuis plusieurs années la déclinaison de cinq principales gammes, à la technicité, au contrôle et au poids divers :
- Instinct (cadre bleu (autrefois jaune doré) utilisé par le Tchèque Tomas Berdych et la Russe Maria Sharapova)
- Speed (cadre blanc et noir utilisé par le Serbe Novak Djokovic)
- Extreme (cadre jaune utilisé par le Français Richard Gasquet)
- Radical (cadre orange utilisé par Andy Murray)
- Prestige (cadre rouge utilisé par Gilles Simon, Sébastien Grosjean ou Robin Söderling)

Pour chaque gamme, il existe plusieurs modèles qui vise un public spécifique.
- Revolt ou Rev (pour les jeunes de 11/12 et 13/14 ans)
- Light (pour les féminines)
- S (version soft de la raquette des joueurs de haut niveau)
- MP (Medium Plus pour les hommes)
- Pro (version alourdie de la raquette pour plus de puissance)

À ces gammes sont associés des technologies et noms de séries différents tous les 2 ans environ. Ainsi, on trouve à la fin des années 1990 la série Titanium. Puis vient la technologie Intelligence équipant la raquette sur ces flancs d'un matériaux piézo-électrique censé rigidifier le cadre à chaque impact de balle. Quelques années après Liquidmetal. Puis, Flexpoint, à laquelle suivra la série Microgel puis la série Youtek qui est réutilisée pour les nouvelles gammes 2011/2012 avec une nouvelle technologie appelée Innegra. Pour la saison 2013, Head intègre un nouveau composant à la fabrication de ses raquettes, il s'agit du graphène, cristal qui a rapporté le prix Nobel à l'équipe qui l'a découvert en 2004.
En 1999, Head rachète la célèbre marque de balle Penn.